# Rio Cenuşa
O Rio Cenuşa é um rio da Romênia, afluente do Bârsa Groşetului, localizado no distrito de Braşov.